# Karl Gesenius
Karl Gesenius (* 15. September 1746 in Helmstedt; † 16. August 1829 in Wolfenbüttel) war ein deutscher Theologe, Jurist und Sammler. 

## Leben
Karl Gesenius war Sohn des Helmstedter Theologen August Gesenius (1718–1773). Er besuchte ab 1760 die Schule der Waisenhausstiftung in Halle (Saale) und 1763–65 das Gymnasium in Schöningen. Auf Wunsch seines Vaters studierte er Theologie in Leipzig, Helmstedt und Göttingen und wurde 1771 in das Predigerseminar in Riddagshausen (heute Braunschweig) unter der Leitung des Abtes Johann Friedrich Wilhelm Jerusalem aufgenommen. 
Nach dem Tod seines Vaters 1773 ging er zurück nach Göttingen, um Rechtswissenschaft zu studieren, bestand 1775 die juristische Prüfung vor der Justizkanzlei in Wolfenbüttel und ließ sich als Anwalt zunächst in Seesen und 1777 in Wolfenbüttel nieder. 
In der westphälischen Regierungsperiode wurde Gesenius 1808 Beisitzer des Kriminalgerichtshofes und 1810 Richter beim Tribunal in Wolfenbüttel. Nach Wiederherstellung des Herzogtums Braunschweig 1814 wurde er zweiter und 1816 erster Beamter am Kreisgericht Königslutter und 1825 zweiter Richter am Distriktsgericht Helmstedt. 
Seinen Ruhestand 1826–29 verlebte Gesenius wieder in Wolfenbüttel. Ein Jahr vor seinem Tod heiratete er eine langjährige Freundin und Pflegerin.

## Leistungen
Publizistisch widmete Gesenius sich vor allem dem Meierrecht mit Schwerpunkt auf dem wolfenbüttelschen Teil des Herzogtums Braunschweig. Von dem Werk erschienen nur die ersten zwei Teile: Der erste, 1801, enthält die umfangreiche Literatur zum Thema und einzelne Teile des Meierrechts, seine Geschichte und die braunschweigische Gesetzgebung; der zweite, 1803, enthält den Anfang der dogmatischen Darstellung.
Neben seiner Tätigkeit in Wolfenbüttel legte er auch eine umfangreiche Sammlung von Brunsvicensien aller Art an, die er später an die landschaftliche Bibliothek zu Braunschweig verkaufte. 